# 本城 (肥前国)
本城（ほんじょう）は、長崎県北松浦郡小値賀町にあった日本の城（山城）。

## 概要
五島列島北部の小値賀島の、北東端の半島にある標高111.3メートルの本城岳に建てられた。南北は断崖、東側は山麓と海に囲まれ、山頂から五島列島およびそこを往来する船舶を一望できる要衝だった。土塁や空堀、石塁などが現在に残る。
当城については2種類の伝承があり、松浦氏の源近や源連が当城に居住した後、源定が膳所城に移住して廃されたというものと、藤将軍近江公が築城中に放棄し、新しく膳所城を築いたというものである。城の本来の呼称や築城時期、築城者についてはその他は一切不明だが、12世紀中頃に小値賀島を領有していた松浦直がそれ以前の領主と争っていたことが築城の背景にあるとされる。